# Zombie Attack! – Museum of the Dead
Zombie Attack! – Museum of the Dead (Originaltitel: Museum of the Dead) ist ein US-amerikanischer Low-Budget-Horrorfilm aus dem Jahr 2004, der unter der Regie von James Glenn Dudelson eigens für den Videovertrieb produziert wurde. 

## Handlung
Es ist Halloween. Die zwei attraktiven Frauen Jewel, eine sportliche Kickboxerin aus Puerto Rico, und ihre Freundin Lisa beschließen, am Samstagabend das geheimnisvolle „Museum des Todes“, eine jährlich stattfindende Veranstaltung für Horrorfans, zu besuchen, die einen gruseligen Aufenthalt am „Tag des Todes“ verspricht.
Die beiden Frauen, Lisa ist kostümiert, fahren anschließend zum Sunset Boulevard, wo sich das unscheinbare Museum mit gestohlenen Artefakten eines gewissen Bobin befindet. Nach Einwurf der Münze, die die beiden Frauen zusammen mit dem Party-Flyer erhalten hatten, öffnet sich die Metalltür des Gebäudes, sie treten ein und erkunden, auf der Suche nach den nur wenigen Exponate der Ausstellung, das weit verzweigte, labyrinthähnliche Gangsystem des Hauses. In den Gängen verstreut wandern derweil auch andere Besucher, die sich die Ausstellung mit Werken der mexikanischen Frühgeschichte anschauen, darunter den ausgestellten, fluchbeladenen Schädel eines menschenfressenden mexikanischen Kriegers namens Tolec, des „Herrn des Todes“. Trotz eindringlicher Warnung, nicht in die rubinroten Augen des Totenkopfes zu schauen, ignorieren die beiden Frauen die Gefahr und beamen bedingt durch ein parapsychologisches Phänomen an einen anderen Ort, vermutlich innerhalb des Gemäuers.
Dort werden sie, wie andere von Visionen geplagte Besucher zuvor, von einer bereits transportierten und mittlerweile zum Zombie mutierten Kreatur angegriffen. Dem Wesen gelingt es, Lisa zu beißen, sie folglich zu infizieren, während Jewel hilfesuchend die Polizei informiert. Bald trachtet Lisa ihrer wehrhaften Freundin, dem Fotografen Jimmy und dem inzwischen eingetroffenen Midas, einem Freund aus Jewels Fitnessstudio, nach dem Leben. Dem Trio gelingt es zunächst, vor der verwandelten Lisa, der immer größer werdenden Zahl von Zombies und der Reinkarnation Tolecs mittels mehr oder weniger willkürlicher Teleportation im undurchdringlichen System der Sackgassen zu entfliehen. Jimmy trennt sich wieder von der Gruppe und schließt sich dem mysteriösen McCloud an, der die Kunstobjekte stehlen und an ihre ursprünglichen Besitzer zurückgeben will. Fortan handeln die zwei Gruppen voneinander unabhängig. 
Als die zwei herbeigerufenen Polizisten Russo und Law auf Jewel und Midas stoßen, kämpft diese Gruppe gemeinsam mit Waffengewalt gegen die Schar der Untoten. Doch der Einsatz von Schusswaffen erscheint aussichtslos, der wohlgenährte Midas wird  gebissen und muss in Notwehr liquidiert werden. Officer Law wird wenig später von Tolec ermordet. Jewel und die Polizistin kämpfen sich notgedrungen alleine durch, bis sie wieder auf Jimmy und McCloud stoßen. McCloud, der sich weiter als äußerst wortkarg darstellt, sich jedoch bestens in dem System auskennt, verweigert dem Team die Kooperation. Dennoch gibt er ihnen den Rat, umgehend den Ausgang aus dem Labyrinth zu finden, da dieser lediglich bis Sonnenuntergang geöffnet ist.
Am Ende des Films gelingt dies getrennt voneinander Jewel, McCloud und Officer Russo, während Jimmy getötet wird. In der letzten Szene des Films sieht man Russo ein Telefongespräch entgegennehmen, das sie als Komplizin des Museumseigentümers Dr. Bobin entlarvt.

## Kritiken
Der Film konnte seinerzeit weder bei Filmkritikern noch beim Publikum überzeugen und wurde als einer der schlechtesten Horrorfilme des Jahres angesehen. Hier beispielhaft einige Kritiken:

„Billigsthorror mit Anleihen bei den Klassikern des Slasher-Genres, der in Strömen von Blut versinkt.“

„Verblüffend gut choreografierte Kampfszenen für ein Low-Budget-Update von ‚Waxwork‘ serviert dieses spartanisch ausgestattete, aber mit allerhand Herzblut (auch im übertragenen Sinne) angerichtete Gemetzel mit Anleihen beim klassischen Zombiefilm ebenso wie bei Latexmonster-Blutbädern a la Demoni. Die Geschwister Dudelson (Morella) zeichnen verantwortlich für ein krudes, aber keineswegs langweiliges Horrspektakel, das zumindest bei Splatterhardlinern offene Türen einrennen wird.“

„Kommerzielle Gruselmenagerie entpuppt sich als Futterkrippe für Aztekendämonen. Krudes, aber kurzweiliges Low-Budget-Horrorspektakel.“